# Harasupia baja
Harasupia baja är en insektsart som beskrevs av Nielson 1989. Harasupia baja ingår i släktet Harasupia och familjen dvärgstritar. Inga underarter finns listade i Catalogue of Life.